# Modena Volley 2019-2020
Questa voce raccoglie le informazioni riguardanti il Modena Volley nelle competizioni ufficiali della stagione 2019-2020.

## Organigramma societario
Area direttiva
- Presidente: Catia Pedrini
- Vicepresidente: Giulia Gabana
- Direttore generale: Andrea Sartoretti
- Segreteria generale: Luca Rigolon
- Team manager: Fabio Donadio
- Responsabile palasport: Filippo Consorti
- Direttore operativo: Elisa Bergonzini

Area tecnica
- Allenatore: Andrea Giani
- Allenatore in seconda: Luca Cantagalli
- Assistente allenatore: Sebastian Carotti
- Scout man: Roberto Ciamarra
- Responsabile settore giovanile: Giulio Salvioli

Area comunicazione
- Addetto stampa: Gian Paolo Maini
- Responsabile comunicazione: Pietro Barone
- Responsabile digital: Enrico Bertoni
- Assistente digital: Stefania Putzu

Area marketing
- Area commerciale: Giuseppe Goldoni, Andrea Parenti
- Responsabile rapporti sponsor e eventi: Elisa Peia, Elisa Patrizzoli

Area sanitaria
- Staff medico: Michel Sabbagh, Lorenzo Segre, Fabio Serafini
- Preparatore atletico: Oscar Berti
- Fisioterapista: Francesco Bettalico, Antonio Brogneri

## Rosa
| N° | Nome                 | Ruolo | Data di nascita   | Nazionalità sportiva |
| -- | -------------------- | ----- | ----------------- | -------------------- |
| 1  | Matthew Anderson     | S     | 18 aprile 1987    | Stati Uniti          |
| 2  | Luis Estrada         | S     | 10 marzo 2000     | Cuba                 |
| 3  | Nicola Iannelli      | L     | 3 marzo 1999      | Italia               |
| 5  | Andrea Truocchio     | C     | 10 febbraio 2000  | Italia               |
| 6  | Giovanni Sanguinetti | C     | 14 aprile 2000    | Italia               |
| 7  | Salvatore Rossini    | L     | 13 luglio 1986    | Italia               |
| 8  | Giulio Pinali        | O     | 2 aprile 1997     | Italia               |
| 9  | Ivan Zaytsev         | O     | 2 ottobre 1988    | Italia               |
| 10 | Bartosz Bednorz      | S     | 25 luglio 1994    | Polonia              |
| 11 | Micah Christenson    | P     | 8 maggio 1993     | Stati Uniti          |
| 12 | Maxwell Holt         | C     | 12 marzo 1987     | Stati Uniti          |
| 15 | Elia Bossi           | C     | 15 agosto 1994    | Italia               |
| 16 | Nicola Salsi         | P     | 13 settembre 1997 | Italia               |
| 18 | Daniele Mazzone      | C     | 4 giugno 1992     | Italia               |
| 20 | Matteo Lusetti       | P     | 6 agosto 2002     | Italia               |
| 23 | Tommaso Rinaldi      | S     | 9 novembre 2001   | Italia               |
| 90 | Denys Kaliberda      | S     | 24 giugno 1990    | Germania             |

## Mercato
| Acquisti | Acquisti             | Acquisti           | Acquisti   |
| R.       | Nome                 | da                 | Modalità   |
| -------- | -------------------- | ------------------ | ---------- |
| S        | Matthew Anderson     | Zenit-Kazan        | definitivo |
| S        | Luis Estrada         | Minas              | definitivo |
| L        | Nicola Iannelli      | Virtus Fano        | definitivo |
| C        | Elia Bossi           | Powervolley Milano | definitivo |
| P        | Nicola Salsi         | Club Italia        | definitivo |
| C        | Giovanni Sanguinetti | giovanili          | definitivo |

| Cessioni | Cessioni          | Cessioni           | Cessioni   |
| R.       | Nome              | a                  | Modalità   |
| -------- | ----------------- | ------------------ | ---------- |
| C        | Simone Anzani     | Lube               | definitivo |
| L        | Lorenzo Benvenuti | Virtus Fano        | definitivo |
| P        | Wessel Keemink    | Budvanska rivijera | definitivo |
| S        | Marco Pierotti    | Callipo            | definitivo |
| S        | Kévin Tillie      | Projekt Warszawa   | definitivo |
| S/O      | Tine Urnaut       | Al-Ahly Doha       | definitivo |
| C        | Luuc Van der Ent  | Eltmann            | definitivo |

## Risultati

### Superlega

#### Girone di andata
| 1ª giornata - 20 ottobre 2019 PalaPanini, Modena                 | Modena             | 3 - 0 | Padova            | 25-21, 25-19, 25-15               |
| 2ª giornata - 26 ottobre 2019 PalaBanca, Piacenza                | You Energy         | 0 - 3 | Modena            | 24-26, 21-25, 18-25               |
| 3ª giornata - 7 novembre 2019 PalaPanini, Modena                 | Modena             | 3 - 0 | Argos             | 25-10, 25-18, 25-15               |
| 4ª giornata - 10 novembre 2019 PalaDeAndré, Ravenna              | Porto Robur Costa  | 0 - 3 | Modena            | 20-25, 17-25, 16-25               |
| 5ª giornata - 13 novembre 2019 PalaPanini, Modena                | Modena             | 3 - 0 | Top Volley Latina | 25-22, 25-14, 28-26               |
| 6ª giornata - 17 novembre 2019 PalaCivitanova, Civitanova Marche | Lube               | 3 - 0 | Modena            | 25-19, 25-20, 25-18               |
| 7ª giornata - 20 novembre 2019 PalaLido, Milano                  | Powervolley Milano | 0 - 3 | Modena            | 27-29, 28-30, 20-25               |
| 8ª giornata - 24 novembre 2019 PalaPanini, Modena                | Modena             | 3 - 1 | Trentino          | 22-25, 25-23, 25-22, 25-21        |
| 10ª giornata - 1º dicembre 2019 PalaDesio, Desio                 | Milano             | 1 - 3 | Modena            | 15-25, 15-25, 26-24, 22-25        |
| 11ª giornata - 8 dicembre 2019 PalaPanini, Modena                | Modena             | 2 - 3 | BluVolley Verona  | 23-25, 17-25, 31-29, 25-19, 13-15 |
| 12ª giornata - 15 dicembre 2019 PalaEvangelisti, Perugia         | Sir Safety Perugia | 3 - 1 | Modena            | 25-21, 18-25, 25-20, 25-19        |
| 13ª giornata - 22 dicembre 2019 PalaPanini, Modena               | Modena             | 3 - 1 | Callipo           | 25-23, 25-19, 21-25, 25-10        |

#### Girone di ritorno
| 14ª giornata - 26 dicembre 2019 PalaSanLazzaro, Padova                    | Padova            | 3 - 1 | Modena             | 25-23, 22-25, 25-19, 25-23 |
| 15ª giornata - 16 gennaio 2020 PalaPanini, Modena                         | Modena            | 3 - 0 | You Energy         | 25-21, 33-31, 25-23        |
| 16ª giornata - 19 gennaio 2020 PalaCoccia, Veroli                         | Argos             | 0 - 3 | Modena             | 13-25, 19-25, 20-25        |
| 17ª giornata - 26 gennaio 2020 PalaPanini, Modena                         | Modena            | 3 - 0 | Porto Robur Costa  | 25-18, 25-17, 25-18        |
| 18ª giornata - 2 febbraio 2020 Palazzetto dello Sport, Cisterna di Latina | Top Volley Latina | 1 - 3 | Modena             | 23-25, 28-26, 13-25, 20-25 |
| 19ª giornata - 5 febbraio 2020 PalaPanini, Modena                         | Modena            | 3 - 1 | Lube               | 17-25, 25-19, 25-18, 25-21 |
| 20ª giornata - 9 febbraio 2020 PalaPanini, Modena                         | Modena            | 3 - 0 | Powervolley Milano | 27-25, 25-14, 25-19        |
| 21ª giornata - 16 febbraio 2020 PalaTrento, Trento                        | Trentino          | 1 - 3 | Modena             | 20-25, 25-21, 25-27, 22-25 |
| 23ª giornata - 8 marzo 2020 PalaPanini, Modena                            | Modena            | 3 - 1 | Milano             | 25-16, 25-18, 23-25, 25-21 |
| 24ª giornata - 15 marzo 2020 PalaOlimpia, Verona                          | BluVolley Verona  | -     | Modena             | annullata                  |
| 25ª giornata - 22 marzo 2020 PalaPanini, Modena                           | Modena            | -     | Sir Safety Perugia | annullata                  |
| 26ª giornata - 29 marzo 2020 PalaMaiata, Vibo Valentia                    | Callipo           | -     | Modena             | annullata                  |

### Coppa Italia

#### Fase a eliminazione diretta
| Quarti di finale - 22 gennaio 2020 PalaPanini, Modena           | Modena             | 3 - 0 | Porto Robur Costa | 26-24, 25-13, 25-22 |
| Semifinali - 22 febbraio 2020 Unipol Arena, Casalecchio di Reno | Sir Safety Perugia | 3 - 0 | Modena            | 25-19, 25-22, 25-24 |

### Supercoppa italiana

#### Fase a eliminazione diretta
| Semifinali - 1º novembre 2019 PalaCivitanova, Civitanova Marche | Lube               | 1 - 3 | Modena | 23-25, 21-25, 29-27, 20-25        |
| Finale - 2 novembre 2019 PalaCivitanova, Civitanova Marche      | Sir Safety Perugia | 3 - 2 | Modena | 27-25, 23-25, 25-23, 18-25, 15-12 |

### Coppa CEV

#### Fase a eliminazione diretta
| Sedicesimi di finale (andata) - 12 dicembre 2019 Melina Merkourī Hall, Rentis | Olympiakos      | 2 - 3 | Modena          | 34-32, 17-25, 38-36, 19-25, 15-17 |
| Sedicesimi di finale (ritorno) - 19 dicembre 2019 PalaPanini, Modena          | Modena          | 3 - 0 | Olympiakos      | 25-18, 25-22, 25-22               |
| Ottavi di finale (andata) - 29 gennaio 2020 PalaPanini, Modena                | Modena          | 3 - 0 | Ostrava         | 25-13, 25-17, 25-16               |
| Ottavi di finale (ritorno) - 12 febbraio 2020 Sportovní hala Sareza, Ostrava  | Ostrava         | 1 - 3 | Modena          | 19-25, 20-25, 25-23, 9-25         |
| Quarti di finale (andata) - 26 febbraio 2020 U Palatinu, Ajaccio              | Gazélec Ajaccio | 0 - 3 | Modena          | 26-28, 21-25, 22-25               |
| Quarti di finale (ritorno) - 4 marzo 2020 PalaPanini, Modena                  | Modena          | -     | Gazélec Ajaccio | annullata                         |
| Semifinali (andata) - ? Burhan Felek Spor Salonu, Istanbul                    | Galatasaray     | 0 - 3 | Modena          | annullata                         |
| Semifinali (ritorno) - ? PalaPanini, Modena                                   | Modena          | -     | Galatasaray     | annullata                         |

## Statistiche

### Statistiche di squadra
| Competizione        | Punti | In casa | In casa | In casa | In trasferta | In trasferta | In trasferta | Totale | Totale | Totale |
| Competizione        | Punti | G       | V       | P       | G            | V            | P            | G      | V      | P      |
| ------------------- | ----- | ------- | ------- | ------- | ------------ | ------------ | ------------ | ------ | ------ | ------ |
| Superlega           | 52    | 11      | 10      | 1       | 10           | 7            | 3            | 21     | 17     | 4      |
| Coppa Italia        | -     | 1       | 1       | 0       | 0            | 0            | 0            | 2      | 1      | 1      |
| Supercoppa italiana | -     | -       | -       | -       | -            | -            | -            | 2      | 1      | 1      |
| Coppa CEV           | -     | 2       | 2       | 0       | 3            | 3            | 0            | 5      | 5      | 0      |
| Totale              | -     | 14      | 13      | 1       | 13           | 10           | 3            | 30     | 24     | 6      |

G = partite giocate; V = partite vinte; P = partite perse